# هارومافوجی کوهی
هارومافوجی کوهی (به ژاپنی: 日馬富士 公平) کُشتی‌گیر سوموی اهل اولان‌باتور، در کشور مغولستان است که هفتاد کشتی‌گیر دارای رتبهٔ یوکوزونا محسوب می‌شود. وی در سال ۲۰۱۲ میلادی به این مرتبه ارتقا یافت و در سال فعال میلادی بازنشست شد. هارومافوجی کوهی توانست ۷ بار قهرمان (یوشو) مسابقات سومو شود.